# Fries volkslied

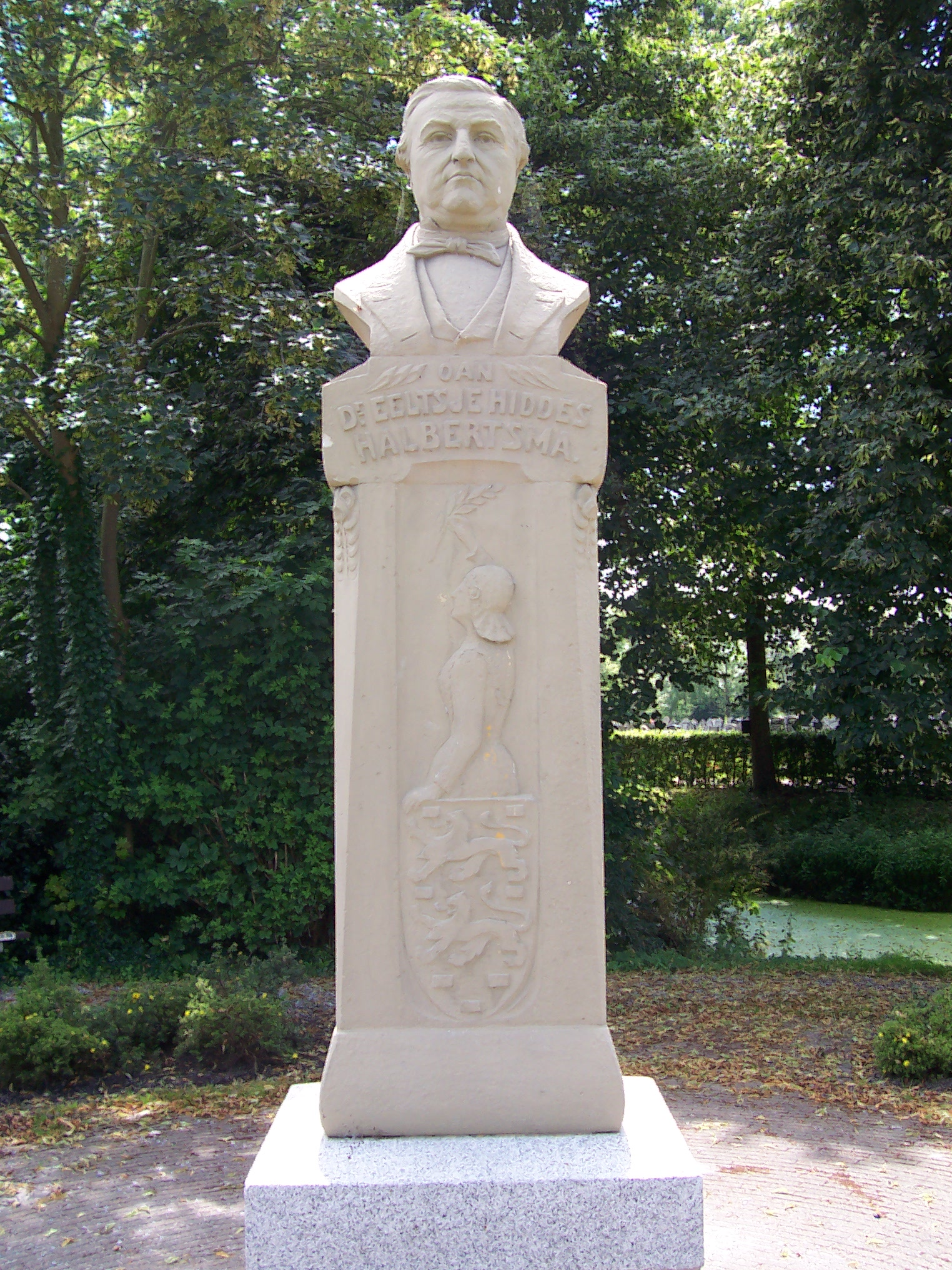
Standbeeld voor dr. Eeltje Halbertsma, in Grouw

De Alde Friezen (Nederlands: De oude Friezen) is het Friese volkslied. Het lied is een bewerking van een gedicht geschreven door de Grouster arts en schrijver Eeltje Halbertsma. Het gedicht heeft zeven coupletten. De bewerking is gemaakt door Jacobus van Loon.
Een vertaalde versie van de tekst is gepubliceerd door de provincie Friesland.

## Geschiedenis
De tekst van De âlde Friezen verscheen voor het eerst in de tweede druk van De Lapekoer fen Gabe Skroor (De lappenmand van Gabe Snijder) uit 1829.
De partituur is in de aanhang opgenomen, zonder dat de componist wordt genoemd. De melodie van het lied is die van het Duitse Vom hoh'n Olymp herab, geschreven door Heinrich Christian Schnoor.  Vermoedelijk heeft Halbertsma het lied in zijn Heidelbergse studententijd leren kennen, maar het is niet zeker dat hij deze melodie in gedachten had bij het schrijven van het gedicht.
Bij de onthulling in Grouw van het gedenkteken voor Halbertsma, op 13 oktober 1875, maakte Van Loon van de gelegenheid gebruik om het lied uit te laten voeren, en greep de gelegenheid aan om het als Fries volkslied te presenteren. De feestredenaar van die dag was Jelle Troelstra, de vader van Pieter Jelles Troestra.
In 1876 werd het lied in It Lieteboek (Het liedboek) gepubliceerd, in een verkorte bewerking van redacteur Jacobus van Loon.
Op een later moment werd het lied door het Selskip foar Fryske Taal- en Skriftekennisse tot Fries volkslied bestempeld. Sindsdien fungeert het lied, meestal in de versie van Van Loon, als Fries volkslied.
Er zijn stromingen geweest die moeite hadden met het Fries volkslied, met name met het "Friese bloed" en de "Friese grond." Deze termen doen denken aan de Duits nationalistische Blut und Boden-ideologie. Het Gereformeerd Politiek Verbond nam in 1995 in haar verkiezingsprogramma voor provinciale Staten op dat zij een prijsvraag wilden uitschrijven voor een andere tekst. In 2000 werd zo een wedstrijd uitgeschreven door de Leeuwarder Courant. Een jury koos de versie van Hillebrand Visser als de beste. Die tekst werd echter niet algemeen gehanteerd.
In 2017 pleitte de Friese gedeputeerde Sietske Poepjes van cultuur en onderwijs ervoor om het Friese volkslied onderdeel te maken van het verplichte lesprogramma Fries.

## Wetenswaardigheden
In 2018 werd een wegvak van de N357 bij Jelsum voorzien van proefstrepen, waarbij de automobilist de noten van het Friese volkslied hoorde als deze eroverheen reed met de auto. Omwonenden ondervonden er geluidshinder van. De provincie beëindigde de proef na de klachten en de ribbelmarkering werd verwijderd.

## Tekst

### De Alde Friezen, versie Halbertsma/Van Loon
Frysk bloed tsjoch op! Wol no ris brûze en siede,

En bûnzje troch ús ieren om!

Flean op! Wy sjonge it bêste lân fan d'ierde,

It Fryske lân fol eare en rom.

Refrein:

Klink dan en daverje fier yn it rûn

Dyn âlde eare, o Fryske grûn!

Klink dan en daverje fier yn it rûn

Dyn âlde eare, o Fryske grûn!

Hoe ek fan oermacht, need en see betrutsen,

Oerâlde, leave Fryske grûn,

Nea waard dy fêste, taaie bân ferbrutsen,

Dy't Friezen oan har lân ferbûn.

Refrein

Fan bûgjen frjemd, bleau by 't âld folk yn eare,

Syn namme en taal, syn frije sin;

Syn wurd wie wet; rjocht, sljocht en trou syn leare,

En twang, fan wa ek, stie it tsjin.

Refrein

Trochloftich folk fan dizze âlde namme,

Wês jimmer op dy âlders great!

Bliuw ivich fan dy grize, hege stamme

In grien, in krêftich bloeiend leat!

Refrein

### Oorspronkelijk tekst van Halbertsma, uit Rimen en Teltsjes
Frysk bloed, tjoch op! Wol nou'ris broeze ind siede,

Ind bonsje throch myn ieren om.

Flean op! Ik sjong it baeste lân fenn' ierde;

It Frysce lân fol ear ind rom.

Klink den, in dawerje fier yn it roun

Dyn âlde eare, o Frysce groun.

Ompolske fen it heage sâlte wetter,

Forthroppe op ien terp oaf stins,

Hien' d'âlde Friezen yn de wrâld net better.

Hjar lân ind frydom wier hjar winsk.

Klink den, ind dawerje fier yn it roun

Dyn âlde eare, o Frysce groun.

Frjemd fen it jok fen frjemde hearen,

Faek earm, mar dochs sterk ind fry,

Hoe de âlde Fries stânfaest by syn menearen.

Hy wier ien Fries, ien Fries stoar hy.

Klink den, ind dawerje fier yn it roun

Dyn âlde eare, o Frysce groun.

Throch waer ind wyn, tsjin need ind dea to striden.

Mei 't gleaune swird yn d'îs'ren hân,

Wier wille yn dy fromme tîden,

Wier 't foár de frydom fen hjar lân.

Klink den, ind dawerje fier yn it roun

Dyn âlde eare, o Frysce groun.

Fen buwchjen frjemd, ind fy fen ljeawe wirden,

Wier rjocht ind sljocht hjar her tind sin.

Hja beane om neat, mar mei de bleate swirden

Soen's' alle thwang ind oerlaest jin.

Klink den, ind dawerje fier yn it roun

Dyn âlde eare, o Frysce groun.

Sa faek throch stoárm yn djippe sé beditsen,

Oerâlde ljeawe Frysce groun,

Waerd noait dy taye bân forbritsen,

Dy Friezen oan hjar lân forbuwn.

Klink den, ind dawerje fier yn it roun

Dyn âlde eare, o Frysce groun.

Throchloftich folk fen dizze âlde namme,

Waes jimmer op dy âlders great.

Bljou îwich fen dy grize heage stamme

Ien grien, ien kreftich doerjend leat.

Klink den, ind dawerje fier yn 't roun

Dyn âlde eare, o Frysce gr